# Manoir du Clos (Lizio)
Le manoir du Clos est situé à Lizio en France.

## Localisation
Le manoir est situé sur le territoire de la commune de Lizio, au lieu-dit le Clos, dans le département du Morbihan en région Bretagne.

## Description
Le manoir date des XVIe et XVIIIe siècles, édifice à un étage carré construit en moellons de granite. Toiture à longs pans recouverte d'ardoises, pignons couvert et découvert. Escalier dans-œuvre : escalier à vis sans jour. Lignolet et boulins de pigeonnier.

## Historique
Ancienne maison de prêtre construite en 1543. Un second logis est construit en 1760 (date inscrite sur le linteau de la lucarne).
Le manoir est inscrit à l'inventaire général du patrimoine culturel.